# Toni Kienlechner
Toni Kienlechner (* 7. März 1919 als Antonie Maria Müller in Murnau am Staffelsee; † 25. Oktober 2010 in Berlin) war eine deutsche Journalistin, Schriftstellerin und Übersetzerin.

## Leben
Toni Kienlechner war die Tochter des Gutsverwalters von James Loeb. Sie besuchte ein Lyzeum bis zur Mittleren Reife. Danach erwarb sie Fremdsprachendiplome in der Schweiz und in Schottland. Ab 1936/37 war sie im Buch- und Kunsthandel tätig. Von 1939 bis 1945 übernahm sie den Ulrich Riemerschmidt Verlag Berlin. Ab 1946 war sie mit dem Südtiroler Maler Josef Kienlechner (1903–1985) verheiratet; aus der Ehe gingen zwei Töchter hervor. Von 1950 bis 1955 leitete sie die in Bozen erscheinende Wochenzeitung "Alpenpost". Von 1955 bis 1994 lebte sie in Italien und war bis 1982 als Korrespondentin für den Bayerischen Rundfunk tätig. Nach dem Tod ihres Ehemanns im Jahre 1985 lebte Kienlechner in Bracciano bei Rom. Mitte der 1990er Jahre kehrte sie an ihren Geburtsort Murnau zurück. Ihre letzten Lebensjahre verbrachte sie in Berlin, wo sie 2010 verstarb.
Toni Kienlechner verfasste neben ihrer journalistischen Tätigkeit Bücher über ihre Wahlheimat Italien sowie erzählende Werke. Außerdem übersetzte sie italienische Gegenwartsautoren ins Deutsche. 1984 wurde sie mit dem Helmut-M.-Braem-Übersetzerpreis ausgezeichnet.

## Werke
- 7mal Rom, München 1970
- Traumstraßen Italiens, München 1974 (zusammen mit Eduard Dietl)
- Rom, München 1975
- 12mal Italien, München [u. a.] 1980
- Toskana und Umbrien, München 1982
- Ein, zwei Stunden am Nachmittag, München [u. a.] 1989
- Maremma, München [u. a.] 1992

## Übersetzungen
- Enrico Castelli: Die versiegte Zeit, Frankfurt a. M. 1951
- Oriana Fallaci: Ein Mann, München 1980
- Federico Fellini: 8 ½, Zürich 1977
- Federico Fellini: Roma, Zürich 1972
- Carlo Emilio Gadda: Adalgisa, Berlin 1989
- Carlo Emilio Gadda: Cupido im Hause Brocchi, Berlin 1987
- Carlo Emilio Gadda: Die Erkenntnis des Schmerzes, München 1964
- Carlo Emilio Gadda: Frankreichs Ludwige, München 1966
- Carlo Emilio Gadda: Die gräßliche Bescherung in der Via Merulana, München 1961
- Carlo Emilio Gadda: List und Tücke, Berlin 1988
- Carlo Emilio Gadda: Mein Mailand, Berlin 1993
- Carlo Emilio Gadda: Vier Töchter – und jede eine Königin, Berlin 1991
- Carlo Emilio Gadda: Die Wunder Italiens, Berlin 1984
- Giorgio Manganelli: An künftige Götter, Berlin 1983
- Giorgio Manganelli: Niederauffahrt, Berlin 1967
- Giorgio Manganelli: Omegabet, Berlin 1970
- Enzo Muzii: Sehen und sichtbar machen, Berlin 1968
- Pier Paolo Pasolini: Gramscis Asche, München 1980 (zusammen mit Sabina Kienlechner)
- Pier Paolo Pasolini: Unter freiem Himmel, Berlin 1982 (zusammen mit Sabina Kienlechner)
- Pier Paolo Pasolini: Der Atem Indiens, Freiburg 1986
- Sandro Penna: Fieber, Freiburg i.Br. 1987 (übersetzt zusammen mit Bettina Kienlechner)
- Stewart Perowne: Rom, Köln 1972
- Stefano Terra: Alessandra, Berlin [u. a.] 1977
- Turin, eine Metropole Europas, Torino 1969